# Équipe d'Iran de hockey sur glace
L'équipe d'Iran de hockey sur glace est la sélection nationale de l'Iran regroupant les meilleurs joueurs iraniens de hockey sur glace lors de compétitions internationales. L'équipe est sous la tutelle de la Fédération de patinage de la République islamique d'Iran (en). L'équipe est 46e au classement IIHF en 2022.

## Historique
L'Iran n'est membre de l'IIHF que depuis 2019.

## Résultats

### Jeux olympiques
Aucune participation

### Championnats du monde
- 2022 - 2e de Division IV
- 2023 - 5e de Division IIIB

### Jeux asiatiques d'hiver
L'Iran devait participer à l'édition 2017 mais l'équipe a été disqualifiée, la moitié des joueurs n'étant pas éligibles. L'Iran a néanmoins pu disputer tous ses matches, qui ont été considérés comme amicaux et non comptés dans le classement.